# Laconia (Film)
Laconia (Originaltitel The Sinking of the Laconia) ist ein zweiteiliger deutsch-britischer Spielfilm aus dem Jahr 2011. Er handelt von der Versenkung des britischen Dampfers Laconia durch das U-Boot U 156 der Kriegsmarine unter dem Kommando von Werner Hartenstein am 12. September 1942 und deren Folgen.
Nach der Versenkung begann auf Anregung Hartensteins eine großangelegte Rettungsaktion für die Schiffbrüchigen, die jedoch aufgrund von amerikanischen Luftangriffen beinahe in einer völligen Katastrophe geendet hätte. Die Bombardierung führte zum „Laconia-Befehl“ des deutschen Befehlshabers der U-Boote Admiral Dönitz, der es deutschen U-Booten untersagte, Schiffbrüchige von versenkten alliierten Schiffen aufzunehmen oder ihnen sonstige Unterstützung zu gewähren.

## Handlung
Hildegard Schmidt, die in München als Tochter eines deutschen Vaters und einer britischen Mutter geboren und deren Bruder aufgrund regimekritischer Äußerungen von der Gestapo getötet wurde, flieht mit gefälschtem Ausweis gemeinsam mit ihrer sechs Wochen alten Nichte aus Deutschland, um über Ägypten nach England zu reisen. In Sues geht Hildegard Schmidt an Bord der Laconia, wo sie sich gegenüber den anderen Passagieren als Britin ausgibt. Mit ihr befinden sich auf der Laconia, einem zum Truppentransporter umgebauten Passagierschiff, neben über 360 weiteren zivilen Passagieren zugleich knapp 270 britische Soldaten, über 1.800 italienische Kriegsgefangene sowie mehr als 100 polnische Soldaten, die mit der Bewachung der Italiener betraut sind. Die Laconia macht sich auf die zunächst ruhige Fahrt durch den Golf von Sues und umrundet das Kap der Guten Hoffnung ohne weitere Zwischenfälle.
Doch als sich die Laconia im Atlantik vor der westafrikanischen Küste befindet, wird der Rauch ihres Schornsteins durch die Besatzung von U 156 am Horizont gesichtet. In der Annahme, es handele sich um ein mit britischen Soldaten besetztes Kriegsschiff, eröffnet Kapitän Hartenstein, der Kommandant von U 156, das Feuer auf das Schiff. Daraufhin sendet die Laconia den Morsecode SSS zur Signalisierung, dass sie von U-Booten angegriffen wurde, und sendet zudem den Hilferuf SOS. Auf keinen dieser beiden Funksprüche erhält sie eine Antwort. Infolge des Beschusses sinkt die Laconia. Als Hartenstein feststellt, dass sich nicht nur die vermuteten Soldaten, sondern auch Frauen, Kinder und 1809 italienische Kriegsgefangene an Bord befanden, befiehlt Hartenstein eine Rettungsaktion. Beim Sprung von der sinkenden Laconia entgleitet Hildegard Schmidt ihre kleine Nichte, die sie in den dunklen Wogen nicht mehr finden kann.
Das deutsche U-Boot nimmt mehrere hundert Schiffbrüchige an Bord, darunter Hildegard Schmidt, und reiht mehrere Rettungsboote am Heck des U-Bootes auf. Per Funk wird ein verschlüsselter Funkspruch an das in Paris befindliche Hauptquartier abgesetzt, um weitere Anweisungen zu erhalten, wie mit den aufgenommenen Passagieren im Hinblick auf die begrenzten Vorräte weiter verfahren werden soll. Das deutsche Oberkommando meldet sich nicht zurück. Daraufhin informiert Hartenstein in einem englischsprachigen Funkspruch die Alliierten über seine Situation und bietet an, dass er helfende Schiffe nicht angreifen würde, sofern er ebenfalls keine Bedrohung von See oder aus der Luft erfahre. Nach einiger Zeit treffen das deutsche U 506 unter Kapitänleutnant Erich Würdemann und einige Stunden später U 507 unter Korvettenkapitän Harro Schacht sowie das italienische U-Boot Cappellini ein und übernehmen die italienischen Soldaten sowie etwa die Hälfte der Briten.
Nachdem die drei U-Boote sich auf den Rückweg gemacht haben, wird U 156, deren Besatzung eine Rot-Kreuz-Flagge an Deck ausgelegt hatte, von einem US-amerikanischen Seefernaufklärer des Typs Consolidated PB4Y – im Film allerdings eine B-24 Liberator – attackiert, der vom Militärflugplatz Wideawake Airfield auf Ascension gestartet war. Nach zwei Bombentreffern ist U 156 schwer beschädigt und wird nur deshalb nicht versenkt, da der Bomber bei seinem Aufklärungsflug keine weiteren Bomben mit sich führt. Nachdem der Bomber abgedreht hat, werden die von der U-Boot-Besatzung aufgenommenen Schiffbrüchigen von Bord geschafft und in Rettungsbooten ausgesetzt, damit das angegriffene deutsche U-Boot repariert werden und abtauchen kann. Den ausgesetzten Schiffbrüchigen wird die Anweisung mitgegeben, die Position nicht zu verlassen, da sich ein französisches Schiff auf dem Weg zu ihrer Rettung befindet. Drei der vier Rettungsboote halten sich an diese Empfehlung, das vierte versucht die knapp 650 Seemeilen entfernte afrikanische West-Küste aus eigener Kraft zu erreichen. Nach 30 Tagen auf See erreichen die letzten Überlebenden dieses Rettungsbootes die Küste. Die anderen drei Boote sind zwischenzeitlich von dem angekündigten französischen Schiff aufgenommen worden.
Noch während sich Hartenstein auf See befindet, wird vom deutschen Befehlshaber der U-Boote, Admiral Karl Dönitz, der „Laconia-Befehl“ herausgegeben. Nach seiner Rückkehr erhält Hartenstein das Ritterkreuz des Eisernen Kreuzes.

## Gemeinsamkeiten und Unterschiede zwischen Film und realem Geschehen
Der Film folgt in seinen Grundzügen recht genau dem belegten Ablauf des Geschehens. Hierzu zählt z. B. auch die der von Hartenstein gebilligte, jedoch vergebliche Versuch eines geretteten britischen Offiziers, mit dem amerikanischen Bomber über Morsezeichen Kontakt aufzunehmen.
Dass beim Untergang der Laconia auch Kinder ums Leben kamen, ist belegt, ebenso, dass Säuglinge unter den Geretteten waren; darunter eine der (Stand 2023) letzten Überlebenden der Katastrophe, Helen Charles, die regelmäßig darüber berichtet.
Fiktiv sind hingegen die teils detailreich gezeichneten Figuren der Überlebenden einschließlich der Deutschen Hildegard Schmidt. Es gibt keinen Hinweis darauf, dass sich unter den Passagieren ein Flüchtling aus dem Machtbereich der Nationalsozialisten befand. Allerdings hatte es wenige Monate zuvor einen vergleichbaren Fall gegeben, als Hartenstein nach der Versenkung des Frachters Koenjit ebenfalls Hilfe für die Schiffbrüchigen geleistet hatte, unter denen sich der aus Deutschland geflüchtete Jude Philipp Zucker (später: Ephraim Tsouk) befunden hatte.

## Produktion
teamWorx und die britische Firma Talkback Thames, beides Tochtergesellschaften der RTL Group, stießen bei der Suche nach gemeinsam zu verfilmenden Themen unabhängig voneinander auf die Geschichte des Untergangs der Laconia. Von Beginn an wurde arbeitsteilig mit einem britischen Drehbuchautor und einem deutschen Regisseur geplant, die in Alan Bleasdale und Uwe Janson gefunden wurden. Die Produktionsfirma des Films war teamWorx, das Schreiben des Drehbuchs dauerte mehrere Jahre. Die Produktion kostete rund 13 Millionen Euro, gedreht wurde in Kapstadt, Südafrika. So ist die damalige Dienststelle des Befehlshabers der Unterseeboote (BdU) in Paris als Teil der Universität Kapstadt zu erkennen. Die Dreharbeiten dauerten von September bis November 2009. Im Januar 2011 strahlte BBC Two den Spielfilm aus und sendete am 9. Januar 2011 eine halbstündige Dokumentation unter dem Titel The Sinking of the Laconia: Survivors' Stories, in der Originaltöne von Überlebenden des Schiffsuntergang der Laconia zu hören sind. Im deutschsprachigen Free-TV war der Film Laconia erstmals am 2. und 3. November 2011 bei ARD und ORF zu sehen. Am 4. November 2011 wurde der Film von Warner Home Video auf DVD mit FSK-12-Freigabe veröffentlicht.
Der Nachbau des U-Bootes für die Dreharbeiten kostete 300.000 Euro. Es wurde ein hundert Tonnen schweres, seetaugliches Stahlgerüst angefertigt, das für die Außenaufnahmen des U-Bootes verwendet wurde. Ebenso wurde die Laconia in Teilen für die Dreharbeiten nachgebaut.
Der Film wurde in zwei unterschiedlichen Schnittfassungen veröffentlicht, einer deutsch- und einer englischsprachigen, die unterschiedliche Schwerpunkte setzten; die obige Handlungsbeschreibung entspricht der deutschsprachigen Version. Die englischsprachige Fassung beginnt hingegen mit der Seebestattung eines umgekommenen Besatzungsangehörigen von U 156, einer Szene, die in der deutschen Version fehlt. Beide Schnittfassungen sind auf DVD erhältlich.

## Soundtrack
Am 4. November 2011 wurde der Soundtrack vom Musiklabel Alhambra veröffentlicht. Er enthält 23 Musiktitel mit einer Gesamtspieldauer von 67:40 Minuten.

## Synchronisation
Der Film, der in deutsch-britischer Koproduktion entstand, wurde in englischer Sprache aufgezeichnet. Die deutschen Darsteller synchronisierten sich selbst.
| Darsteller         | Sprecher                 | Rolle                |
| ------------------ | ------------------------ | -------------------- |
| Andrew Buchan      | Peter Flechtner          | Mortimer             |
| Ken Duken          | Ken Duken                | Hartenstein          |
| Thomas Kretschmann | Thomas Kretschmann       | Admiral Dönitz       |
| Franka Potente     | Franka Potente           | Hilda                |
| Ciarán McMenamin   | Gerrit Schmidt-Foß       | Declan McDermott     |
| Lindsay Duncan     | Kerstin Sanders-Dornseif | Elisabeth Fullwood   |
| Frederick Lau      | Frederick Lau            | Fiedler              |
| Jacob Matschenz    | Jacob Matschenz          | Mannesmann 1 WO      |
| Morven Christie    | Alexandra Wilcke         | Laura Ferguson       |
| Matthias Koeberlin | Matthias Koeberlin       | Rostau LI            |
| Ludovico Fremont   | Nico Mamone              | Vincenzo Di Giovanni |
|                    | Roland Hemmo             | 1. Offizier          |
|                    | Frank Röth               | Besatzungsmitglied   |
|                    | Thomas Nero Wolff        | ein Vater            |

## Rezeption
Während der Film in der englischen Schnittfassung nach der Erstausstrahlung auf BBC Two im Januar 2011 fast euphorisch gelobt wurde, stieß die bei der ARD-Erstausstrahlung im November 2011 gezeigte Fassung, die für die deutschen Zuschauer vereinfacht und mit erklärenden inneren Monologen angereichert war, überwiegend auf Ablehnung bei der Kritik. So setzte der Kritiker der FAZ die britische Fassung als „Film für mündige Zuschauer mit Geschmack“ in Kontrast zur ARD-Version. Diese sei „ein zäher Verschnitt, aus dem alles, was auch nur ein Mindestmaß an Kombinationsvermögen verlangt, entweder herausgeschnitten oder zu Tode erklärt“ wurde. „Zwölf Millionen versenkt“, urteilte Doris Priesching vom Standard, nach deren Meinung der Film „leider kein großer Wurf“ sei.
Die Website Schnittberichte.com, auf unterschiedliche Filmfassungen spezialisiert, urteilte: „Allerdings wurde für die deutsche Fassung aber eine eigene Version angefertigt, die scheinbar nichts mehr mit der britischen Version gemein hat, sondern durch zahlreiche Umschnitte, Rückblenden, Off-Kommentare und Szenenergänzungen versucht hat, den schrecklichen Melodramen näher zu kommen, für die die Degeto Film, die hier als Co-Produzent fungierte, berüchtigt ist und regelmäßig kritisiert wird.“
Berhold Seewald von der Welt urteilt, das Drehbuch habe „alle Mühe, die historische Balance zu halten“, die Handlung sei „holzschnittartig“, allerdings „nicht ohne Unterhaltungswert“: „Gerade im unklaren Changieren zwischen militärischem Auftrag, Vorurteil und Menschlichkeit gewinnt ‚Laconia‘ seinen Reiz.“ Im Vergleich mit dem Klassiker Das Boot und dem Blockbuster Titanic schlage sich der Film trotz vergleichsweise geringem Budget „achtbar“. Seewalds Urteil lautet, der Film sei „gut durchkomponiert, fesselnd erzählt und historisch ordentlich gewichtet“. „Die deutsch-britische CoProduktion mixt „Titanic“-Romantik mit Pathos à la „Das Boot“, fischt indes mit ihren oft stereotypen Charakteren meist in flachem Gewässer. Die Würdigung einer wenig bekannten Kriegsepisode mit tragischem deutschen Helden ist allerdings spannend. Ken Duken spielt schön zurückhaltend“, urteilt die Redaktion von TV Spielfilm und resümiert, der Film besitze trotz „flüchtige Machart“ einen fesselnder Inhalt.
Die Frankfurter Rundschau verteidigte die Degeto-Fassung: „Der englische Autor Alan Bleasdale hatte keine Bedenken, den deutschen U-Boot-Kapitän zum Helden der Filmhandlung zu erklären.“ „Die deutschen Produzenten von Teamworx wollten dagegen keinesfalls in Vergessenheit geraten lassen, dass Hartenstein das Schiff erst abgeschossen und dann die Schiffbrüchigen gerettet hatte.“ Kritisiert wurde, dass die Nationalsozialisten um Karl Dönitz zu positiv dargestellt würden.
Andere deutsche Kritiker lobten, dass der Film „nahe am Vorbild“ sei. Es gebe keine „Geschichtsklitterung“. Tilmann Gangloff von der Stuttgarter Zeitung war der Meinung, der Film habe „große Schauwerte zu bieten“, und lobte die „herausragenden Darsteller“, allen voran Ken Duken und Franka Potente. Kritisch sah er die deutschsprachige Synchronisation des Films, durch die sämtliche Darsteller in deutscher Sprache zu hören sind und der Moment, in dem sich Hildegard Schmidt zur Rettung von Mortimer als Deutsche zu erkennen gibt, deutlich an Wirkung verliere.

## Auszeichnungen
2011 erhielten Johnathan Young, Alan Bleasdale, Hilary Norrish und Uwe Janson Nominierungen für einen BAFTA-Award in der Kategorie Best Drama Serial. Für eine Goldene Nymphe beim Fernsehfilmfestival in Monte Carlo wurde Ken Duken als bester Hauptdarsteller in einer Miniserie im selben Jahr nominiert.